# Fioravante Baldi
Fioravante Baldi (ur. 14 stycznia 1913 w Bazylei, zm. w maju 1976) – włoski piłkarz, grający na pozycji pomocnika, trener piłkarski.

## Kariera piłkarska
W 1932 rozpoczął karierę piłkarską w drużynie Foggia. W 1934 przeszedł do Torino, w którym grał przez 10 lat. Od 1945 występował w klubach Napoli, Cesena i Piombino. W sezonie 1947/48 ponownie bronił barw Ceseny. W 1948 wrócił do Piombino, w którym zakończył karierę piłkarza w roku 1949.

## Kariera trenerska
Jeszcze będąc piłkarzem łączył funkcje trenerskie w latach 1947-1949 w drużynach Cesena i Piombino. Potem do 1962 prowadził kluby Catania, Lanerossi Vicenza, Monza, SPAL, Torino, SPAL po raz drugi, Palermo, Napoli i ponownie Palermo.
Zmarł w maju 1976 w wieku 63 lat.

## Sukcesy i odznaczenia

### Sukcesy piłkarskie
Torino
- mistrz Włoch (1x): 1942/43
- zdobywca Pucharu Włoch (2x): 1935/36, 1942/43

Foggia
- mistrz Prima Divisione (1x): 1932/33

### Sukcesy trenerskie
Piombino
- mistrz Serie C (1x): 1950/51